# Бьюкенен (Орегон)
Бьюкенен (англ. Buchanan) — невключённая территория, расположенная в округе Харни штата Орегон, США. Расположен в 32 км на восток от Бернса на автодороге U.S. Route 20.

## История
Поселение было названо по семье Уильяма Д. Бьюкенена, который вместе с сыновьями Джо и Джорджем владели этой землей в 1886 году. Почтовое отделение было открыто в 1911 году. Первым почтмейстером был Хетти Бьюкенен. Отделение было закрыто в 1919 году. К 1978 году в поселении оставался единственный магазин. В настоящее время Бьюкенен принадлежит к почтовому индексу Бернса; бизнес включает мастерскую по ремонту тракторов, бензозаправочную станцию, галерею и бесплатный музей, расположенные в одном и том же здании.
Уильям Бьюкенен держал станцию дилижансов на вершине холма к северу от поселения на территории бывшего ранчо. Станция обслуживала дорогу из Вейла в Бернс. 

## Транспорт
В настоящее время в Бьюкенене есть остановка междугородной автобусной линии Eastern POINT Бенд—Онтэрио.